# SMS Kronprinz Wilhelm
El SMS Kronprinz Wilhelm (en español Príncipe heredero Guillermo) fue un acorazado de la clase König en servicio en la Kaiserliche Marine durante la Primera Guerra Mundial. Originalmente recibió el nombre de SMS Kronprinz, y fue el cuarto y último buque de la clase König.

## Historial

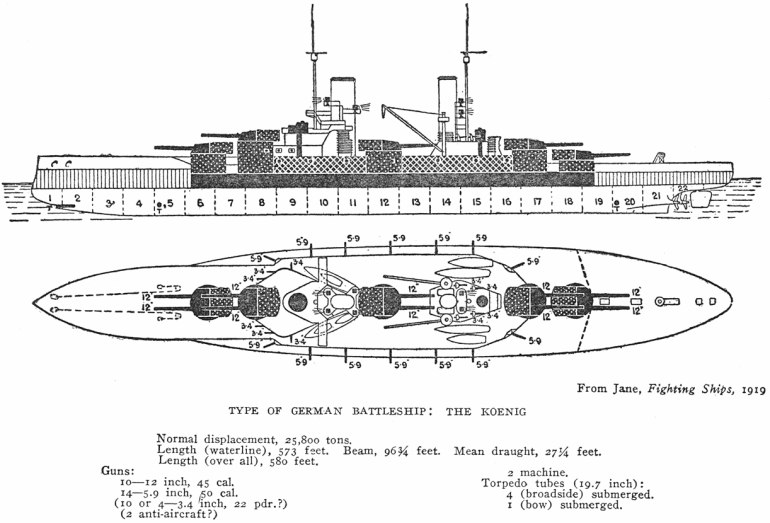
Diagrama de la clase König.

Los primeros años de la Primera Guerra Mundial realizó operaciones y ejercicios en el Báltico y en el mar del Norte. El 25 de abril de 1916, junto a los otros acorazados de la clase König, proporcionó fuego de cobertura bombardeando Lowestoft y Yarmouth, y realizó operaciones de minado de la costa británica. 
Participó en la Batalla de Jutlandia entre el 31 de mayo y el 1 de junio de 1916, en la que disparó sus cañones principales en 144 ocasiones, siendo el único de los acorazados de su clase que no recibió daños, y en la Batalla de Moon Sound en octubre de 1917 donde se enfrentó a unidades rusas. 
El buque sobrevivió a la guerra solo para ser internado en Scapa Flow y participar en el autohundimiento de la Flota de Alta Mar alemana por sus propias tripulaciones el 21 de junio de 1919. El Kronprinz Wilhelm se hundió a 35 metros de profundidad con el casco invertido y su quilla a 15–20 metros. Grandes partes del casco fueron rescatadas. El pecio es un lugar popular de buceo, donde aún permanecen sus cañones, que son visibles.